# Мости мая

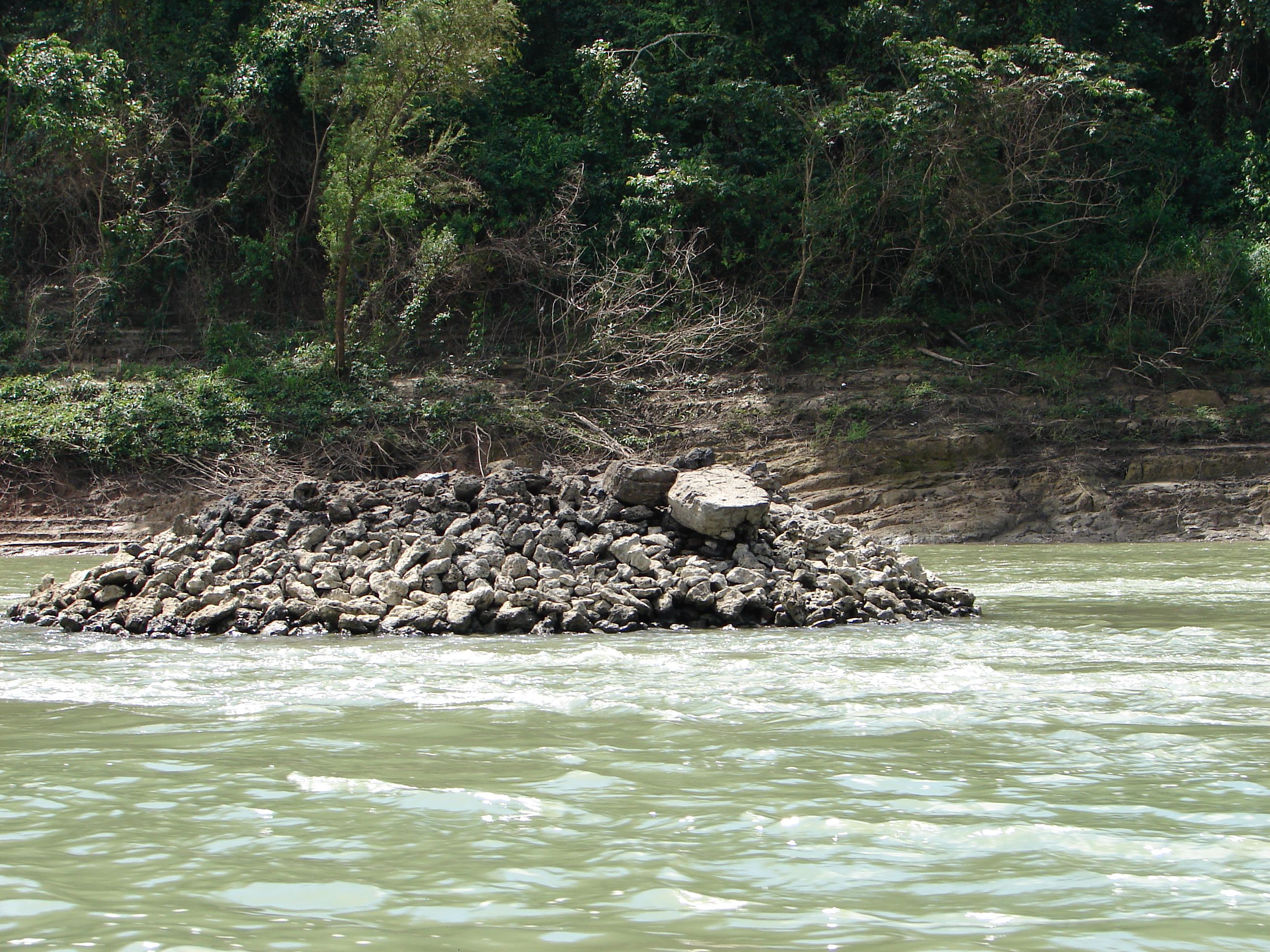
Рештки підвісного мосту мая через річку Усумасінта

Мости мая — інженерні споруди, що створювалися за часи існування цивілізації мая. Відповідали соціально-економічним та військово-політичним потребам маянських держав. Стали одним з досягнень технічної думки стародавніх мая.

## Дослідження
Тривалий час вважалося, що мая не споруджували мости. Причини цьому називалися різні: у відсутності потреби, оскільки для перетину водних перепон користувалися човнами та каное різного розміру; на думку інших — не мали відповідної технології. Завдяки сучасним дослідженням археологів ці думки були практично повністю спростовані.
Перші відомості про наявність мостів у мая з'явилися після досліджень стародавніх міст мая в департаменті Петен (Гватемала) та штатах Кампече і Чіяпас (Мексика), де знайдені були рештки кам'яних споруд. Подальше їх вивчення підтвердило відповідність інженерним спорудам для перетину річок різного розміру, тобто мостам. У 1995 році вчені на чолі з Джеймсом О'Коном отримали підтвердження щодо зведення мая підвісних мостів, хоча до того були відомості з праць іспанських хроністів. У них згадується, що мая грали в гру пулук на дощечках підвісного мосту.

## Характеристка
Відповідно до відомих натепер даних мая вміли споруджувати кам'яні та підвісні мости. Прикладом перших є мости в Паленке, Пусільхе, Ель-Баулі, Лубаантуні, та Агуатекі. Ці мости були зведенні мая у класичний період. Основним матеріал був вапняк та подрібнене каміння. На думку низки вчених, при зведені таких мостів маянські інженери застосовували метод хибної арки, який широко застосовували в архітектурі. Водночас більшість досліджень показує, що вони були рівними, з берегів над землею підіймали кам'яні опори (з монолітних бетонних блоків), між якими прокладалися дерев'яни бруси. Поверх останніх викладали шліфовані, пласкі кам'яні блоки, в результаті чого зовнішня поверхня мосту нагадувала дороги-сакбе. Оскільки мая не мали свійської худоби та коней, не застосовували колеса, тиск на міст дорівнювався лише кількості людей, що були на ньому. також наявність мосту забезпечувала проходження церемоніальної процесії під час важливих ритуалів від храму в центрі міста до святилищ поза ним.
Дослідження руїн таких мостів довели, що вони не мали масового характеру, будували через струмки середнього розміру та невеличкі річки. Звідси дослідники їх поділяють на довгі кам'яні мости (від 10 до 20 м) та короткі (до 5-6 м). З перших типовим є міст через річку Пісульхе, завдовжки близько 17,5 м та міст через річку Сантьяго біля руїн Ель-Бауля; других — через струмок Отулум біля Паленке. Ширина їх встановлена частково: на ньому повинні були поміститися й розійтися у різні боки дві людини. З кожного боку розташовувалися сходи. З боків обладнувався тротуар.
Таким чином, міст міг забезпечувати рух у протилежних напрямках. Вважається, що їх споруджували з військовою та торговельними цілями. Існує гіпотеза щодо зведення деяких з таких мостів спеціально для ахавів (царів) держав мая, для спокійного проходження разом з почтом до свого палацу.
З підвісних мостів натепер відомо лише про міст через річку Усуманіста, біля руїн стародавнього міста мая Яшчилан. Він датується кінцем VII ст. н. е. Це був 3-прольотний підвісний міст, що тягнувся від центру міста через річку Усумасінта до північної сторони річки. З двох сторін Усумасінти міст підтримували по 2 великих кам'яні балки та стояли ще 2 кам'яні балки між прольотами. Між ними були натягнуті канати з листя агави виду хенекен (в інших випадках мая могли застосовувати ліани), підлогу становили дерев'яні дощечки, приєднані одна до одної. Балки стояли на штучних підвищеннях (стилобатах). Загальна довжина його була близько 113 м, центральна частина становила близько 63 м, заввишки більш ніж 15 м..